# باول دتون
باول دتون هو مؤلف وكاتب ومغني وشاعر كندي، ولد في 1943 في تورونتو في كندا.

## وصلات خارجية
- باول دتون على موقع ميوزك برينز (الإنجليزية)
- باول دتون على موقع أول ميوزيك (الإنجليزية)
- باول دتون على موقع ديسكوغز (الإنجليزية)